# Weston super Mare & District League
De Weston super Mare & District Combination is een Engelse voetbalcompetitie. Er zijn 6 divisies, en de hoogste (Division One) bevindt zich op het 14de niveau in de Engelse voetbalpiramide. De kampioen van de Division One kan verder promoveren naar de Somerset County League.